# 응우옌반쪼이
응우옌반쪼이(베트남어: Nguyễn Văn Trỗi / 阮文追)는 남베트남 민족해방전선 소속의 인물로 1964년 5월, 당시 베트남 공화국을 방문한 미국의 국방부 장관 로버트 맥나마라를 살해하려 한 혐의로 체포된 뒤 총살되었다. 통일된 베트남에서 존경받는 독립운동가이다.